# Henri Gervex
Pour les articles homonymes, voir Gervex.
Henri Gervex, né le 10 septembre 1852 à Montmartre et mort le 7 juin 1929 à Paris, est un peintre et pastelliste français.

## Biographie
Henri Gervex est le fils de Joséphine Peltier et Félix Nicolas Gervex, facteur de pianos. Un ami de la famille le fait admettre dans l’atelier du peintre Pierre-Nicolas Brisset en 1867.
Trois ans plus tard, il s’engage au 152e bataillon de la Garde nationale. En 1871, il est reçu à l’École des beaux-arts de Paris dans l’atelier d'Alexandre Cabanel où il suit son enseignement pendant cinq ans comme condisciple de Jean-Louis Forain, Fernand Cormon et Eugène Damas.
Il fait aussi son apprentissage auprès du peintre orientaliste Eugène Fromentin.

### Les débuts
Gervex débute au Salon de 1873 en exposant une Baigneuse endormie. L’année suivante, il reçoit une médaille de seconde classe pour son Satyre jouant avec une ménade, dont le nu est influencé par le style de Cabanel, et est acheté par l’État pour le musée du Luxembourg.
En 1876, il fait la connaissance d'Édouard Manet et fréquente les peintres impressionnistes. Sa peinture en subit l’influence et il éclaircit sa palette.

### Le scandale deRolla
En 1878, il fait scandale en exposant Rolla, considéré comme son chef-d’œuvre.

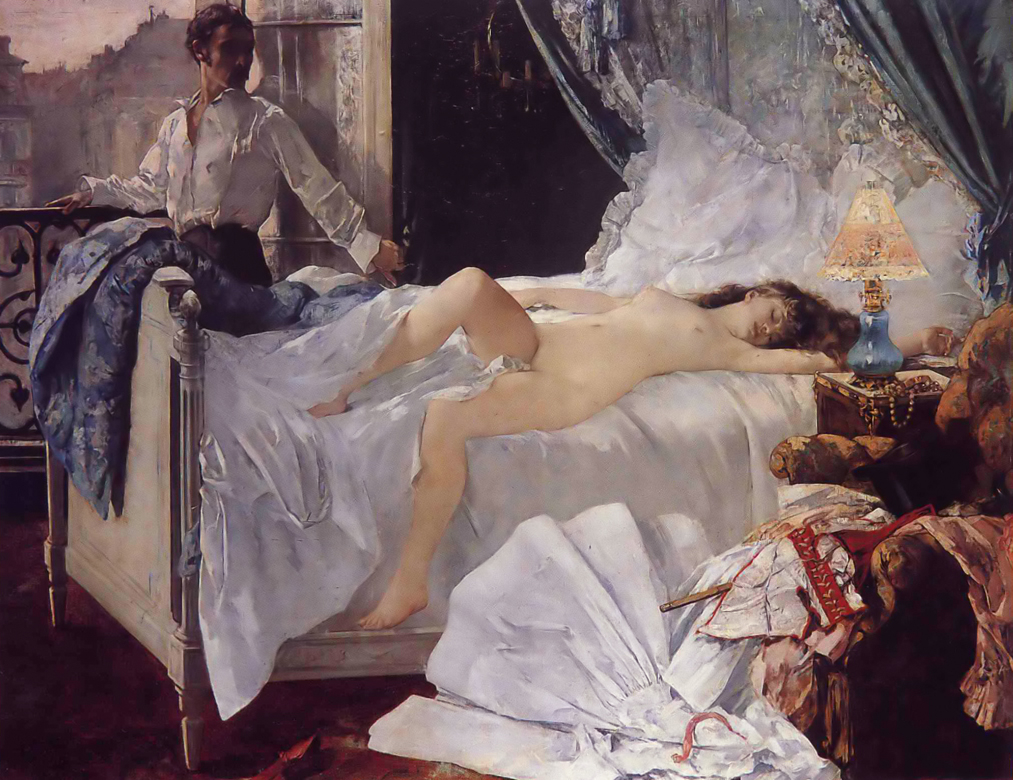
Rolla (1878), musée des Beaux-Arts de Bordeaux.

Cette toile, inspirée d’un poème d’Alfred de Musset, est refusée par le jury du Salon pour les mêmes motifs que l’Olympia de Manet : représentant un nu prosaïque dans un décor contemporain, l’œuvre est qualifiée d’immorale.
Elle est exposée dans une galerie, chez le marchand de tableaux Bague au 41, rue de la Chaussée-d'Antin, où la foule se presse. Il aura la satisfaction, peu de temps avant sa disparition en 1929 de la voir entrer au musée du Luxembourg.
Il fait aussi le portrait de Mlle Valtesse de La Bigne, une demi-mondaine qui pose comme modèle et qui inspire Émile Zola pour la création de l’héroïne de son roman Nana.
Gervex lui-même est l'un des modèles pour le personnage de Fagerolles, un peintre opportuniste et mondain, dans le roman L’Œuvre de Zola, publié en 1886.
Dans les années 1880, il voyage en Espagne. Il fait partie du Cercle des mirlitons présidé par Ernest Meissonier, et expose au Cercle artistique de la Seine, qui vient d’être créé. À partir de cette année-là, il fait de nombreux séjours à Dieppe chez les parents de Jacques-Émile Blanche.
En 1882, il effectue son premier voyage en Angleterre avec Auguste Rodin. Il travaille à la décoration de la mairie du 19e arrondissement de Paris. L’année suivante, il effectue son deuxième voyage en Angleterre avec Rodin et est nommé chevalier de l’ordre de Léopold de Belgique à l’occasion de l’Exposition triennale des beaux-arts de Gand.
En 1884, au terme de son troisième voyage en Angleterre, il s’installe dans un nouvel atelier rue de la Chaussée-d'Antin. Il voyage en Italie avec Guy de Maupassant et G. Legrand.
Il fonde une académie de peinture avec le peintre Ferdinand Humbert, reprenant l'Atelier Cormon.

### Un artiste reconnu
En 1889, Henri Gervex est promu officier de la Légion d'honneur. En 1890, il est nommé chevalier de l’ordre de Saint-Olaf par le roi de Norvège et de Suède. En 1891, il participe à l’exposition internationale des beaux-arts de Munich. En 1892, il est nommé officier de l’ordre de Saint-Michel par le Gouvernement de Bavière.
Le 9 février 1893, il épouse Henriette Marie Marguerite Fauche (1868-1958), jeune fille de la grande bourgeoisie protestante, qui fut élève de Charles Chaplin. Il est nommé chevalier de l’ordre de Charles III d'Espagne. Le 18 décembre 1894 naît leur fille Colette (1894-1976), qui épousera en 1920 le comte René Henri Louis du Plessis d'Argentré.
En 1895, il est nommé vice-président de la commission d’examen de la Société nationale des beaux-arts. Il décore la salle de physique de la Sorbonne à Paris.
En 1896, lors de son premier voyage en Russie, il est nommé commandeur de l’ordre de Sainte-Anne de Russie. En 1897, il fait une croisière en Italie puis en Turquie. En 1898, il fait un deuxième voyage en Russie. Il envoie Le Couronnement de Nicolas II à l’Exposition universelle de 1900. La même année, il participe à la décoration de la salle Dorée du restaurant Le Train Bleu de la gare de Lyon à Paris avec La Bataille de fleurs à Nice.
Il fait de fréquents séjours à Deauville et Trouville où il réside à la villa Les Frémonts sur la falaise et qui appartient à Mme Finaly, où Marcel Proust lui rend visite à plusieurs reprises.
En 1901, il part avec sa famille pour un troisième voyage en Russie. En 1902, il fait une croisière en Italie. En 1911, il est promu commandeur de la Légion d'honneur et reçoit la commande de la décoration du plafond de l'escalier d'honneur de la Cour des comptes à Paris.
En 1913, il entre à l’Institut de France et est élu président de la Société des pastellistes.

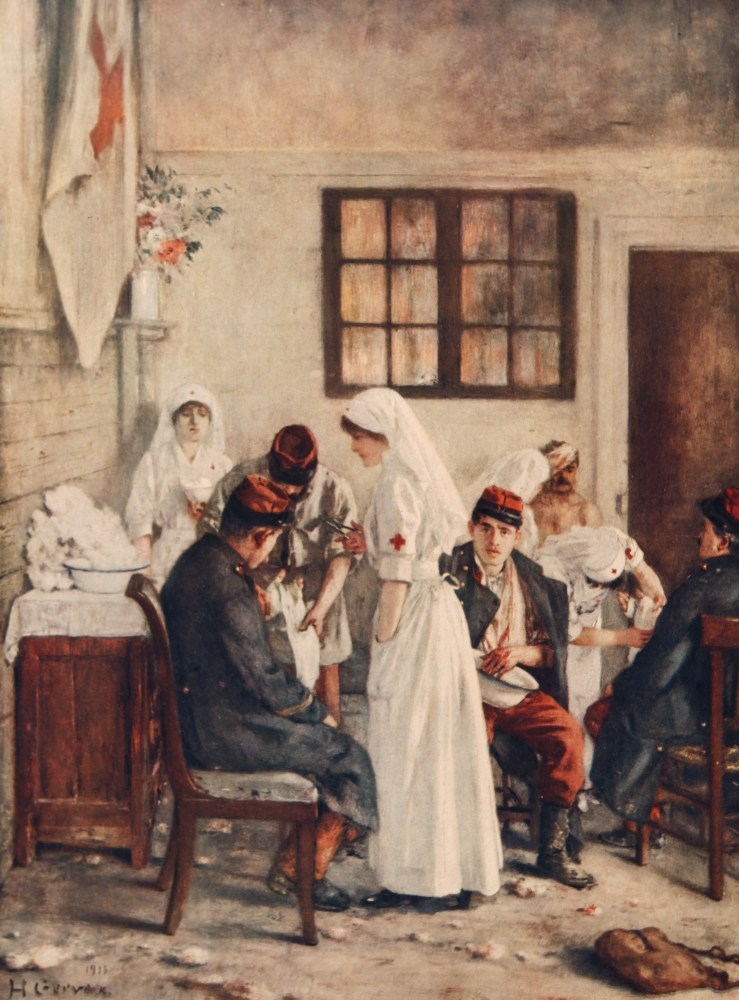
Une ambulance à Poitiers (1914), Nanterre, La Contemporaine.

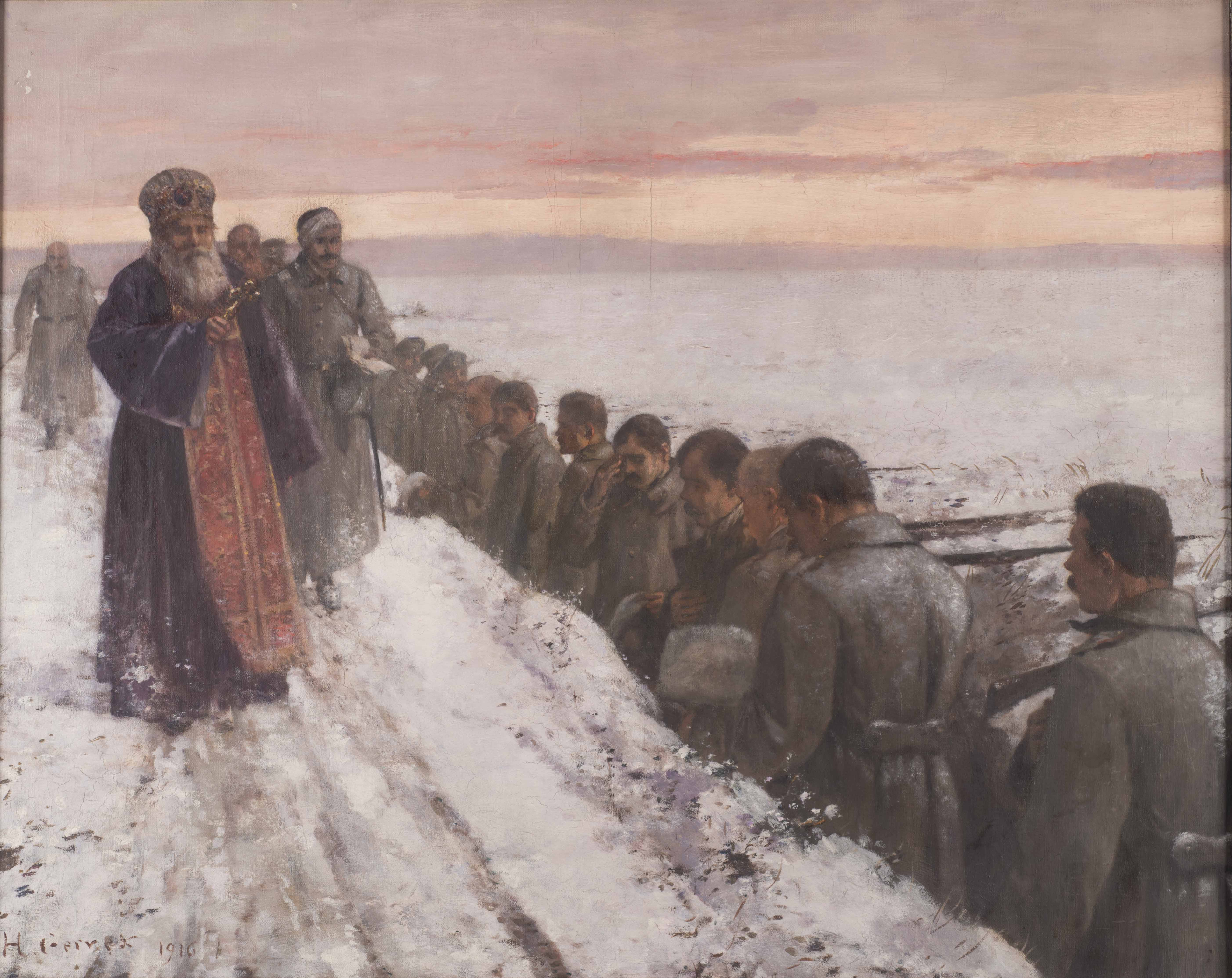
La Bénédiction du pope (1916), Nanterre, La Contemporaine.

Durant la Première Guerre mondiale, Henri Gervex est trop âgé pour être mobilisé. Il réalise alors de petites œuvres sur bois ou sur toile illustrant le quotidien de la guerre et qui sont reproduites dans la presse illustrée comme Le Gaulois, L'Illustration ou encore Herald Tribune. Dans Une ambulance à Poitiers (aussi connue sous le nom L'ambulance de la gare de Poitiers dans la presse), Gervex représente des infirmières soignant des soldats et met ainsi en lumière leurs conditions de travail difficiles durant la guerre. Il réalise également Le train des blessés, publié dans le journal L'Illustration : « Ce tableau a été vu par la plus grande partie de la France, qui n'aura pas eu d'autre vision des cruautés de la guerre. (...) Si les plus gravement atteints reposaient sur des couchettes ou des brancards superposés, ceux que les médecins majors avaient pu classer parmi les « blessés assis » voyageaient dans des fourgons remplis de paille et ils montraient à chaque arrêt dans les gares qu'ils n'avaient rien perdu de leur courage ni de leur appétit. C'est à ce moment que le peintre Gervex a peint cette scène que chacun a pu voir dans les petites stations de province, comme dans les grandes gares régulatrices ». L'artiste réalise également des dessins, des gouaches ou des aquarelles empreintes de patriotisme pour les journaux comme La Messe en forêt d'Argonne, Le Salut du poilu, La Double Moisson ou encore L'Esplanade des Invalides.
En 1916, Henri Gervex peint La Bénédiction du pope, tableau de propagande dans lequel des soldats russes dans une tranchée sont bénis par un pope. Cette peinture officielle met en scène l'autorité spirituelle (le pope) et l'officier héroïque (le soldat blessé). Pour réaliser cette œuvre, l'artiste s'est inspiré d'un précédant tableau Casseurs de glace sur la Néva, exécuté lors d'un voyage en Russie. 
Au-delà de peindre la réalité de la guerre, Henri Gervex a fait partie de plusieurs associations d'aides aux soldats et a également été donateur pour une tombola au profit de l’Œuvre du Soldat dans les tranchées à la galerie Bernheim. En 1918, il reçoit la croix de guerre pour services rendus à la patrie. En 1919, le peintre participe à une exposition au palais des Champs-Élysées réalisée au profit des œuvres de guerre et organisée par la Société des artistes français et la Société nationale des beaux-arts.
En 1925, il est élu membre associé de la section peinture de l’Académie royale des sciences, lettres et beaux-arts de Bruxelles. Il possède un hôtel particulier à Paris en bordure du parc Monceau, dont les rideaux jaunes de la chambre de sa fille sont souvent reproduits dans ses tableaux.
En 1928, il est atteint d’une maladie à l’œil. Il meurt à Paris le 6 juin 1929 au 12, rue Roussel (actuelle rue Léon-Jost), il est inhumé dans la 55e division du cimetière du Père-Lachaise,.

### Iconographie
- Pierre Petit, Portrait d'Henri Gervex, photographie, collection Félix Potin[12].

Portraits d'Henri Gervex
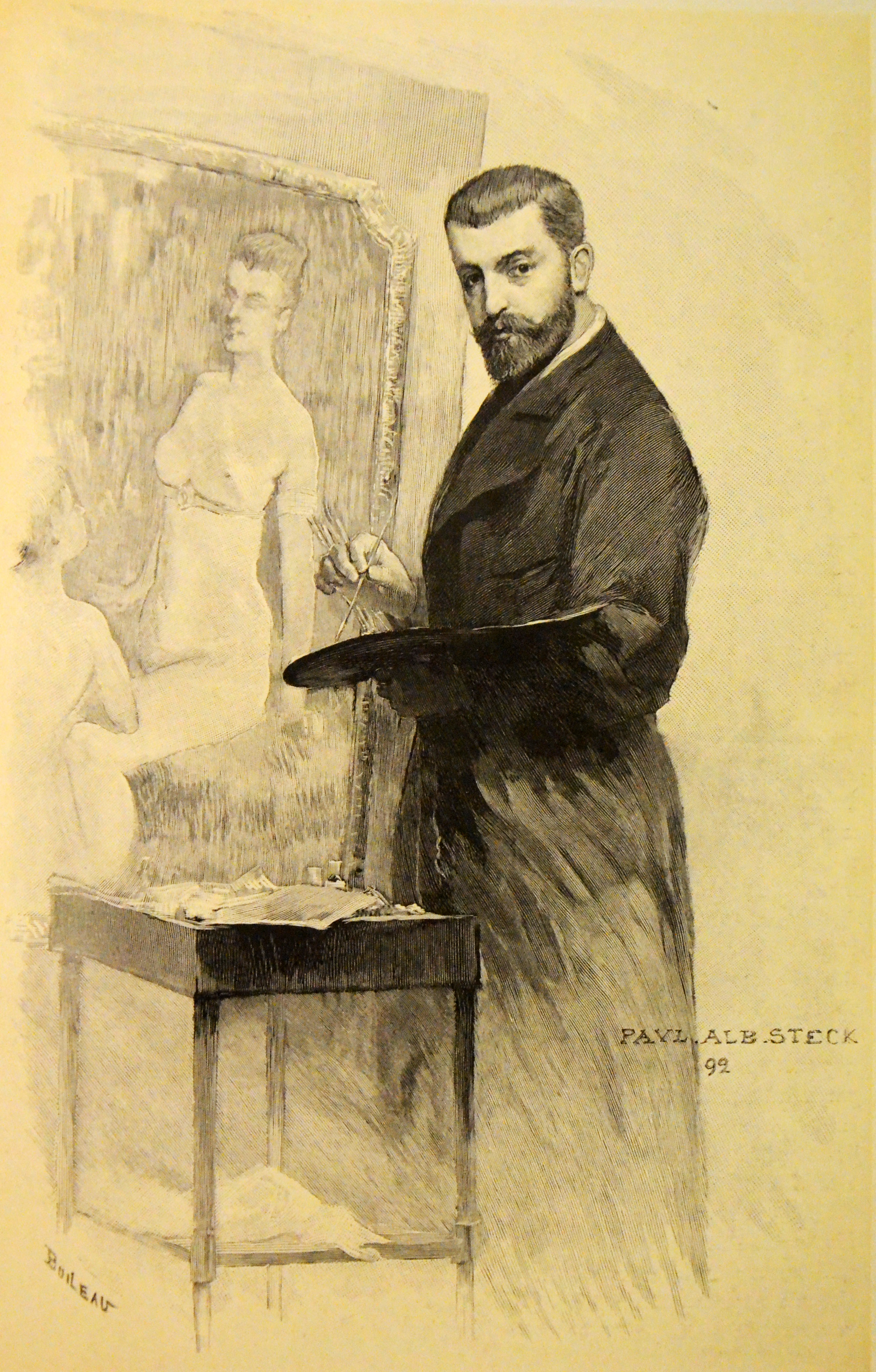
Paul Steck, Portrait d'Henri Gervex (1892).
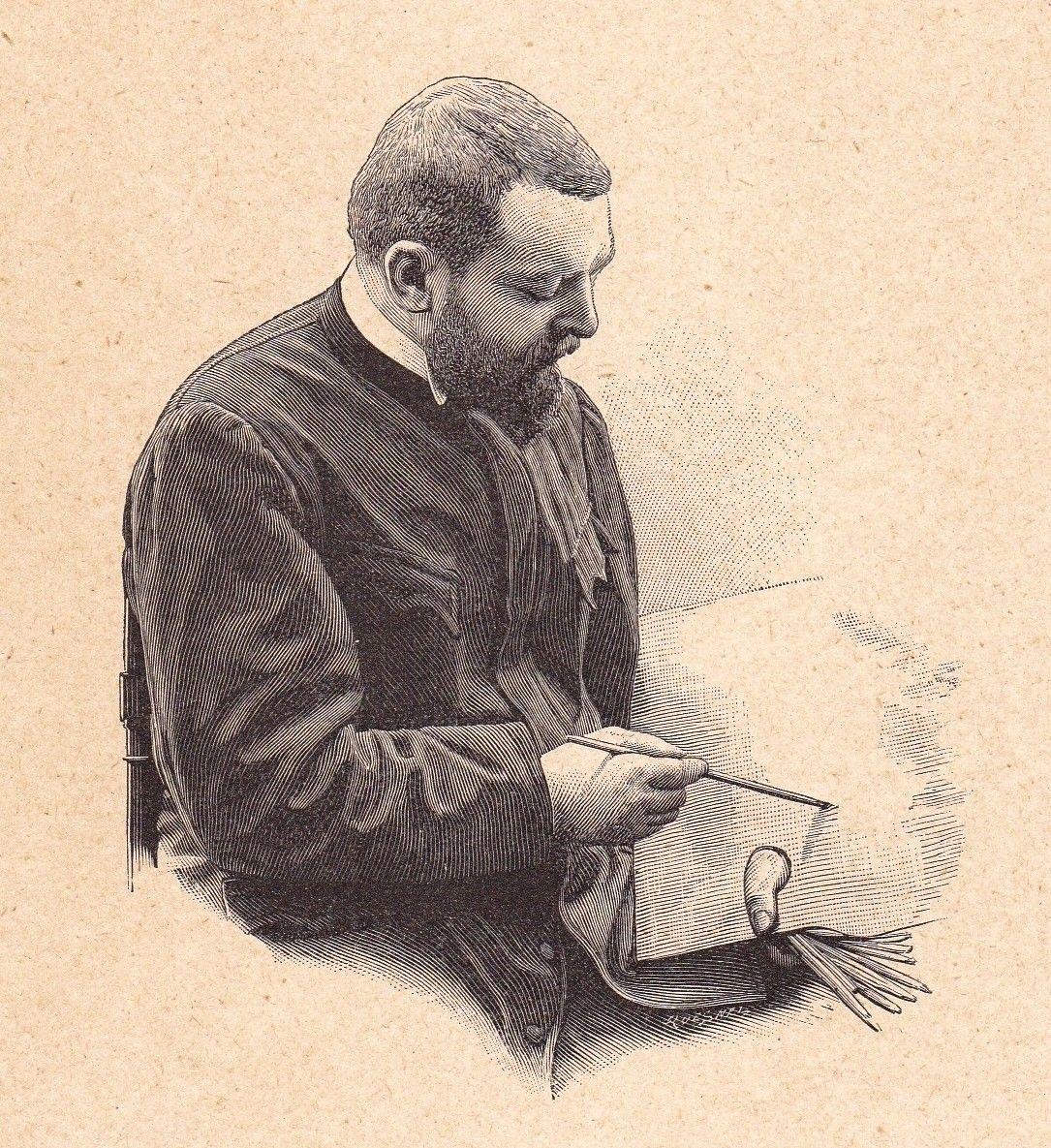
Portrait d'Henri Gervex, gravure anonyme, Figures contemporaines tirées de l'Album Mariani (1899).

### Distinctions
- 1882 :  Chevalier de la Légion d'honneur.
- 1883 : chevalier de l'ordre de Léopold de Belgique et membre du jury du Salon des artistes français.
- 1889 :  Officier de la Légion d'honneur.
- 1890 :  Chevalier de l'ordre de Saint-Olaf par le roi de Norvège et de Suède.
- 1892 : officier de l'ordre de Saint-Michel par le gouvernement de Bavière.
- 1893 : chevalier de l'ordre de Charles III d'Espagne.
- 1895 : vice-président de la commission d'examen de la Société nationale des beaux-arts.
- 1896 : commandeur de l'ordre de Sainte-Anne de Russie.
- 1911 :  Commandeur de la Légion d'honneur.
- 1913 : membre de l'Institut de France.
- 1913 : président de la Société des pastellistes.
- 1918 :  Croix de guerre 1914–1918.
- 1925 : membre associé de la section peinture de l'Académie royale des sciences, des lettres et des beaux-arts de Belgique.

### Élèves
- Jacques-Émile Blanche (1861-1942)
- Georges Dubosc (1854-1927)
- Henry Gerbault (1863-1930)
- Firmin Maglin (1867-1946)
- Auguste Frédéric Pierre Sézille des Essarts (1867-1950)

## Œuvre

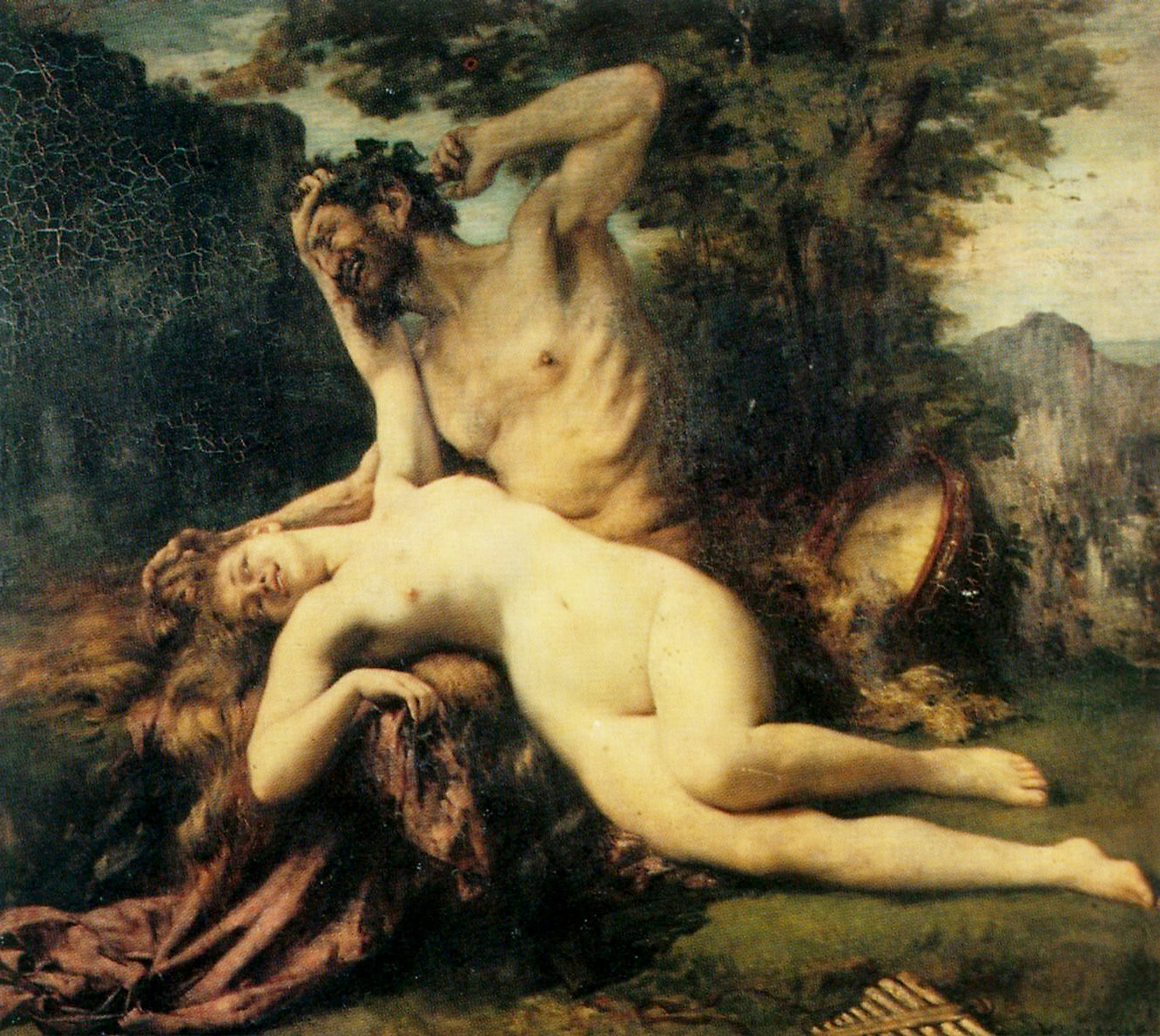
Satyre jouant avec une bacchante (1874) Paris, musée d'Orsay
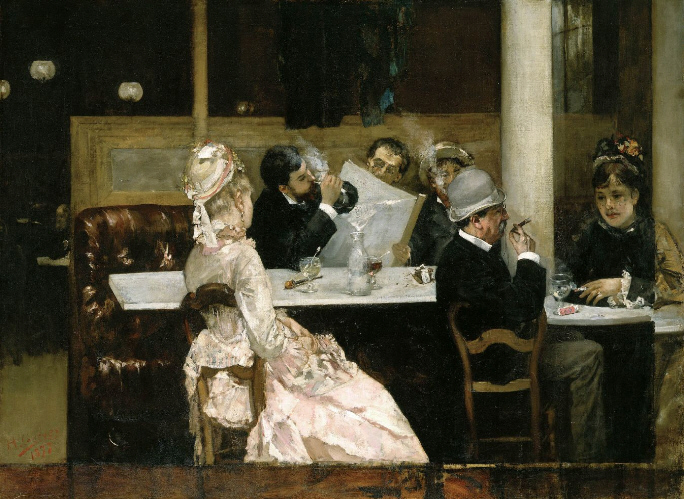
Scène de café à Paris (1877) Detroit Institute of Arts
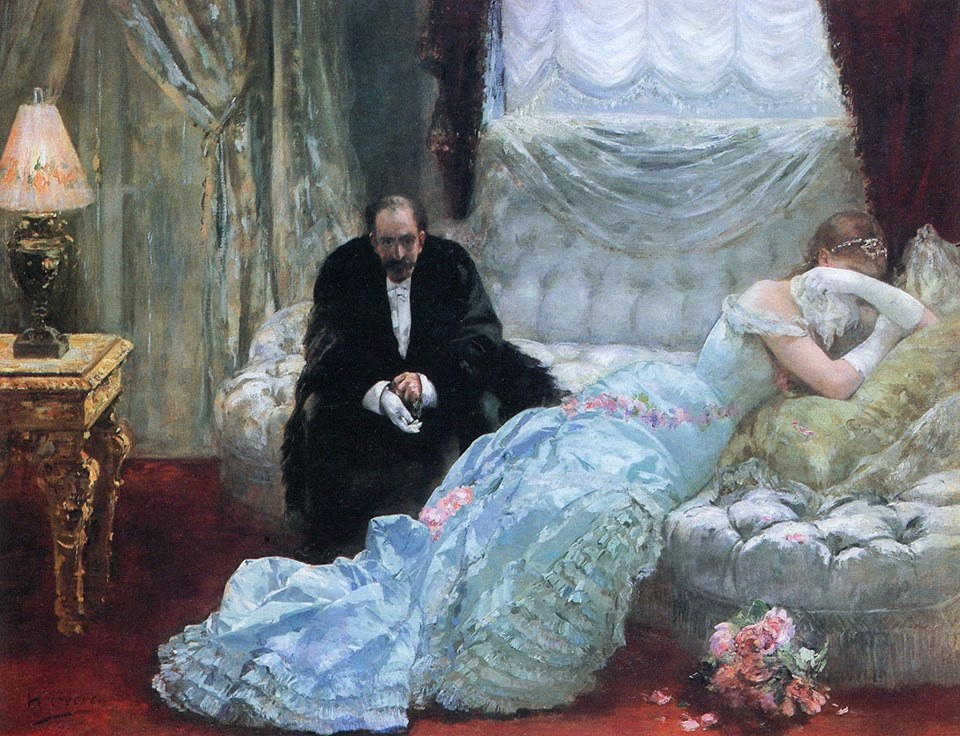
Retour de bal (vers 1879) localisation inconnue
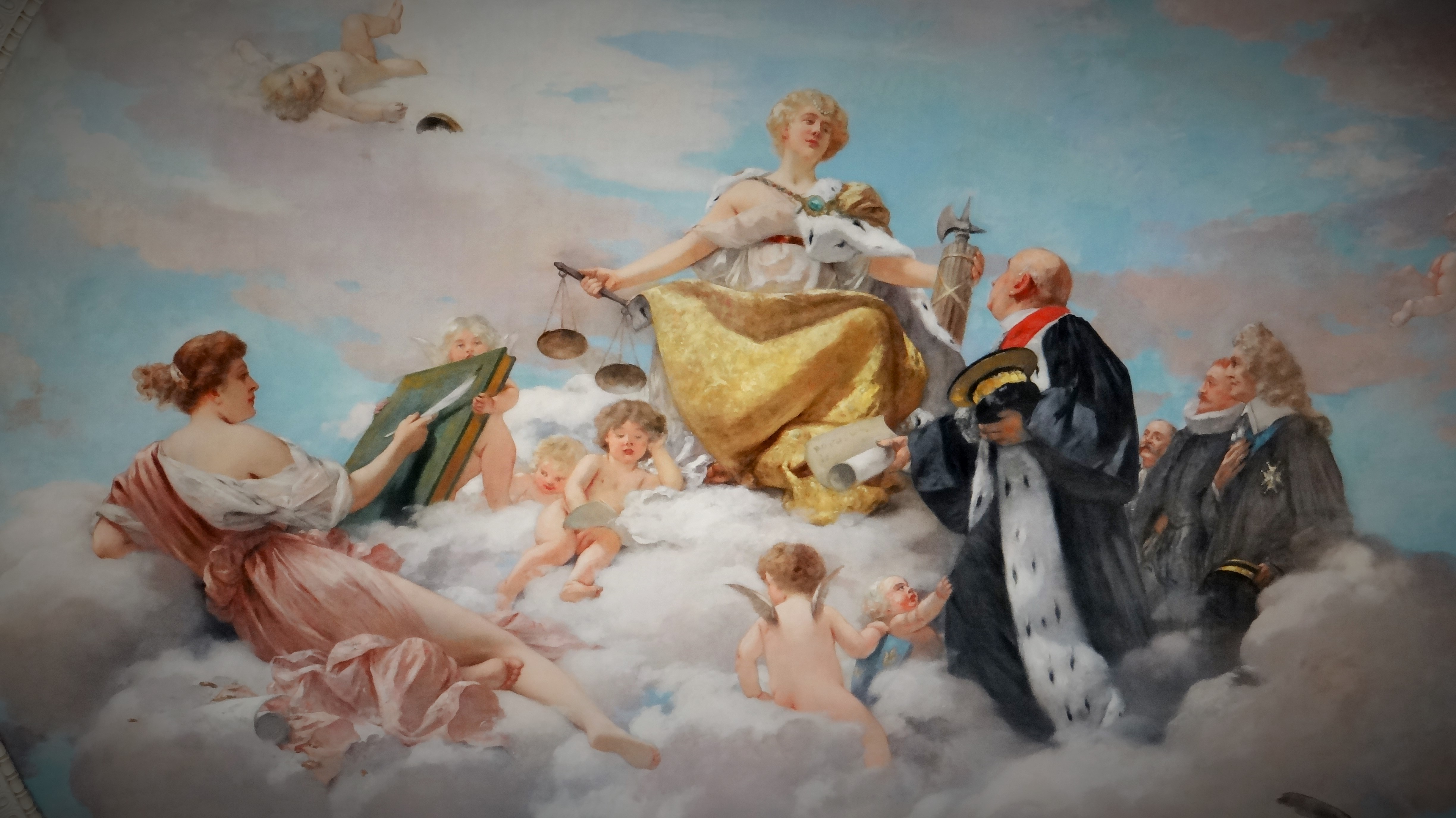
Allégorie de la Justice (1910) Paris, plafond du palais Cambon

### Dessins, gravures, lithographies
- Philadelphie, Philadelphia Museum of Art : Portrait de Louis Pasteur, 1923, lithographie, 5,7 × 3,8 cm
- Figure de femme nue, debout, les mains derrière la tête, pierre noire sur papier, 23,5 × 21,7 cm, Palais des Beaux-Arts de Lille ;
- Femme à sa toilette, crayon sur papier, 23 × 16,2 cm, Palais des Beaux-Arts de Lille ;
- Étude de femme nue assise, pierre noire sur papier, 23 × 84 cm, Palais des Beaux-Arts de Lille
- Yachting dans l'archipel, 1905, calendrier, estampe, Marseille, musée des civilisations de l'Europe et de la Méditerranée
- Le Bureau de Bienfaisance, Gravure sur bois, 12 × 8 cm, Musée Carnavalet, Paris[13]
- Retour du bal, Eau-forte, 31 × 43 cm, Musée Carnavalet, Paris[14]
- Homme, à mi-corps, de face, adossé à une fenêtre, fusain sur papier, 24,2 × 19,4 cm musée du Louvre ;
- Femme allongée, les jambes croisées et les bras écartés du corps, fusain sur papier, 32 × 48 cm, musée du Louvre ;
- Femme nue, couchée, la tête posée sur son bras gauche, fusain sur papier, 31,2 × 48 cm, musée du Louvre.
- Femme nue, assise, la tête baissée, les bras rejetés en arrière, pastel sur papier calque, 55 × 35,1 cm, musée du Louvre
- Portait de Charle Émile Van Marcke, vers 1870, crayon sur papier 17,2 × 16 cm, musée d'Orsay

### Ouvrages illustrés
- Octave Uzanne, Son Altesse la Femme, 1885.
- Honoré de Balzac, La Fille aux yeux d'or, Éditions Calman-Lévy, 1898.

### Salons
- 1873 : Une baigneuse endormie.

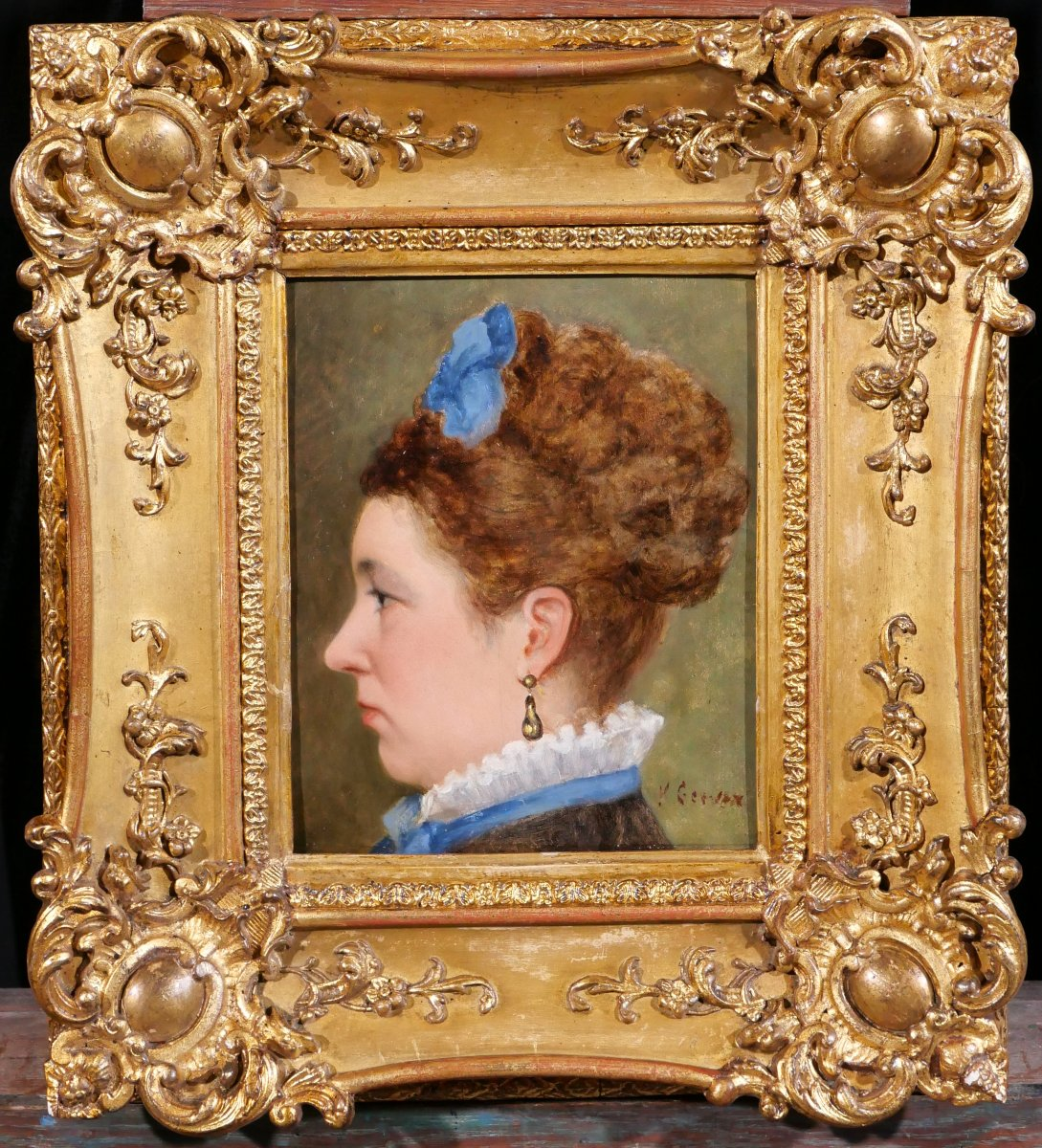
Henri Gervex. Jeune femme de profil à la boucle d'oreille. Huile sur bois. Vers 1890. France, collection Calvé-Cantinotti.

- 1874, Salon des artistes français : Satyre jouant avec une ménade, médaille de 2e classe.
- 1875 : Diane et Endymion.
- 1876 : Autopsie à l'Hôtel-Dieu.
- 1877 : La Communion à l'église de la Trinité.
- 1880, Salon de la Société nationale des beaux-arts : Souvenir de la nuit du 4.
- 1885, Salon des artistes français : Une séance du jury de peinture.
- 1887 : Avant l'opération.
- 1888 : Femme au tub et Portrait de Melle Jeanne Harding ;
- 1890 : La Direction du Journal de la République française.
- Salon de la Société nationale des beaux-arts :
  - 1894 : Le Bain ;
  - 1897 : Distribution des récompenses au palais de l'Industrie en 1889 ;
  - 1906 : 5 heures chez Paquin ;
  - 1907 : La Naissance de Vénus ;
  - 1911 : Portrait de Mme H… ;
  - 1913 : La Source ;
  - 1918 : La Lecture aux soldats aveugles ;
  - 1921 : Portrait de Mme J… (Jenny Sacerdote).

### Expositions
- 1880 : exposition au Cercle de l'Union des artistes de la Seine.
- 1881 : Nana, galerie Georges Petit.
- 1881 : Nana, Cercle de l'union des artistes.
- 1889 : Exposition universelle de Paris, Panorama de l'Histoire du siècle en collaboration avec Alfred Stevens ; Rolla ; Portait de Mme Blerzy et Portrait de Mlle Valtesse de La Bigne.
- 1891 : Exposition internationale des beaux-arts de Munich.
- 1900 : Exposition universelle de Paris, Le Couronnement de Nicolas II et Distribution des récompenses.

## Postérité
Ouverte en 1932 sur l'emplacement des bastions no 46 et 47 de l'enceinte de Thiers, la rue Gervex lui rend hommage dans le 17e arrondissement de Paris.
Expositions
- 1988 : exposition à l'ancienne douane de Strasbourg, Le portrait dans les musées de Strasbourg, à quoi ressemblons nous ?
- 1992 : Bordeaux, galerie des beaux-arts.
- 1993 : Paris, musée Carnavalet.
- 1993 : musée des Beaux-Arts de Nice.
- 2001 : exposition Portrait dans les collections des musées Rhône-Alpes à Bourg-en-Bresse, Chambéry et Valence.
- 2003 : exposition Un siècle de bains de mer à Honfleur au musée Eugène-Boudin.

### Liens externes

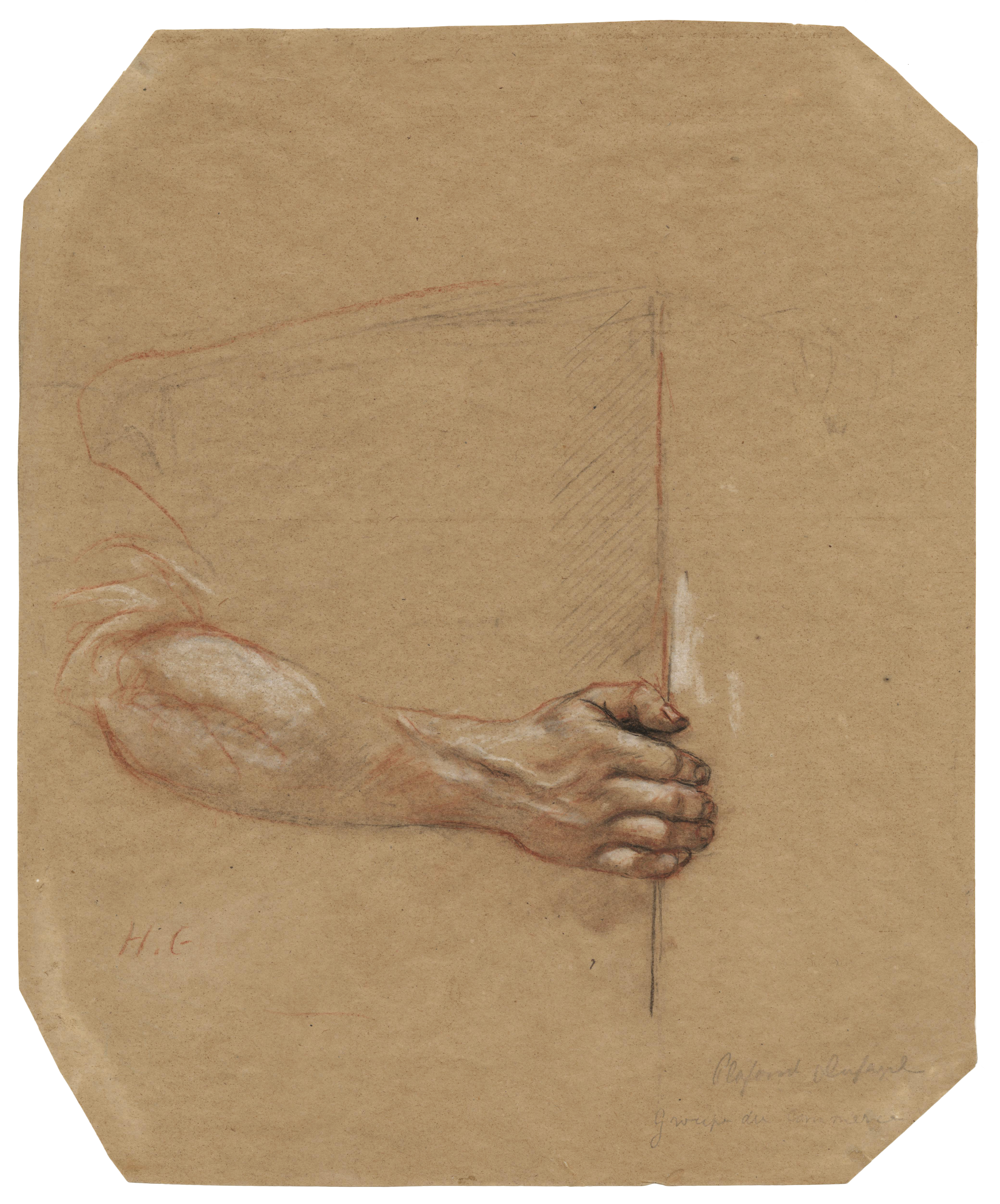
Dessin à la sanguine. France, collection Calvé-Cantinotti.